# Lucha nuba

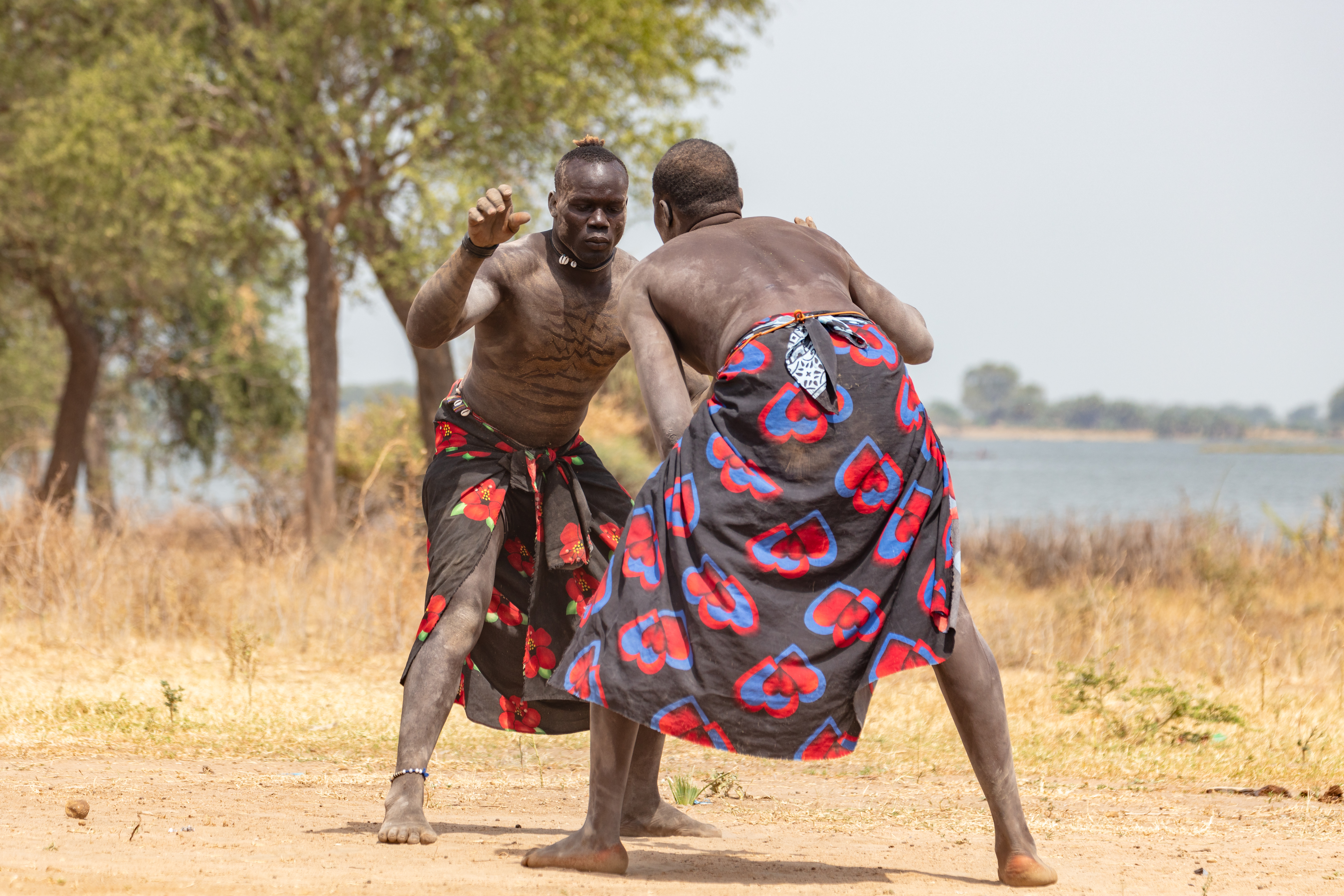
Lucha entre clanes de la tribu Mundari, Terekeka, Sudán del Sur.

La Lucha nuba es un tipo de lucha tradicional de este pueblo de Kordofán, provincia central de Sudán.

## Historia
Existen frescos mostrando luchadores en los templos de Beni Hassan, datados alrededor del año 1950 antes de Cristo en Egipto. Algunos de los luchadores que se muestran en estos frescos son de color negro, y algunas de las técnicas que se muestra en estas pinturas se puede ver en lucha nuba. Por ejemplo, ver Carroll, citado a continuación, Si las personas que viven actualmente en Kordofán comparten la misma cultura como las personas que vivían en Kordofán antiguamente, entonces podría haber una relación entre la lucha nuba moderna y la lucha del antiguo Egipto. Pero hay que tener las siguientes reservas: 1) Las imágenes de lucha tienden a parecerse 2) Las personas que viven ahora en Kordofán se pueden haber trasladado allí, más recientemente, que hace 4.000 años. Si es así, ¿quién influyó a quién? 3) Los Nuba no son “buenos salvajes”. Por el contrario, son personas cuya cultura, al igual que todas las culturas, ha ido cambiando con el tiempo.
Carroll, citado a continuación, nos da noticias de tradiciones que sugieren que los Nuba aprendieron las técnicas de lucha viendo jugar a animales. Muchas sociedades guerreras cuentan con historias que atribuyen el desarrollo de sus artes marciales a guerreros que se han formado sus ideas después de haber observado luchas de aves, insectos o animales. El que estas historias sean literalmente verdaderas o no, no es tan importante como si posteriormente los practicantes las repiten. Si lo hacen, entonces esas historias de convertirse en parte integrante de los valores que distinguen a grupos, comunidades y culturas.
Excepto en el cine, la lucha nuba se ve rara vez fuera de Sudán. Incluso en películas, es muy raro, salvo en la televisión. En Sudán la lucha nuba es un evento deportivo muy popular que sale a menudo en televisión.

## Reglas
El objetivo de la lucha nuba es derribar al oponente y llevarlo al suelo. La lucha nuba es recreativa, y las lesiones graves son raras. 
En la lucha nuba no hay técnicas de sumisión ni se ha de inmovilizar al rival una vez derribado. No existen acciones de golpeo, sino que es una forma de lucha de pie, que históricamente era practicada de manera casi desnuda, pero que hoy se practica en las ciudades en camiseta y pantalón corto.

## Entrenamiento
El entrenamiento para la lucha incluye la práctica bajo la supervisión de los antiguos campeones, la interpretación de danzas atléticas, el aprendizaje de canciones tradicionales, y beber mucha leche, evitando la promiscuidad y la cerveza.

## Competiciones
Los torneos de lucha se asocian con festivales de la siembra y la cosecha. El objetivo de la lucha en estas fiestas es la construcción de la identidad de grupo y el mostrar la destreza de los jóvenes del grupo. (En los combates de lucha nuba, los jóvenes representan a sus pueblos en lugar de a sí mismos.) 
Durante los torneos de lucha las fiestas, músicas, danzas, e historias sobre antiguos campeones forman parte integrante de la práctica. Los torneos de lucha nuba se suelen realizar en las ciudades con el objetivo de ayudar a que las personas que viven en esas mismas ciudades conserven el sentido de identidad cultural.